# Scopula nigrodiscalis
Scopula nigrodiscalis là một loài bướm đêm trong họ Geometridae.